# Rajon Uman
Der Rajon Uman (ukrainisch Уманський район/Umanskyj rajon) ist ein ukrainischer Rajon mit etwa 250.000 Einwohnern. Er liegt in der Oblast Tscherkassy und hat eine Fläche von 4528 km², der Verwaltungssitz befindet sich in der namensgebenden Stadt Uman.

## Geographie
Der Rajon liegt im Westen der Oblast Tscherkassy und grenzt im Norden an den Rajon Bila Zerkwa (in der Oblast Kiew gelegen), im Osten an den Rajon Swenyhorodka, im Süden an den Rajon Holowaniwsk (in der Oblast Kirowohrad gelegen), im Westen an den Rajon Hajssyn (in der Oblast Winnyzja gelegen) sowie im Nordwesten an den Rajon Winnyzja (Oblast Winnyzja).

## Geschichte
Der Rajon wurde am 7. März 1923 gegründet.
Am 17. Juli 2020 kam es im Zuge einer großen Rajonsreform zur Auflösung des alten Rajons und einer Neugründung unter Vergrößerung des Rajonsgebietes um die Rajone Chrystyniwka, Mankiwka, Monastyryschtsche und Schaschkiw sowie der bis dahin unter Oblastverwaltung stehenden Stadt Uman.

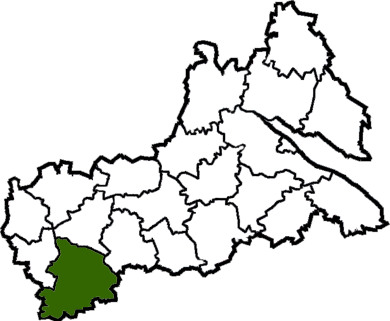
Rajon Uman bis Juli 2020
Rajonsgebiet ab Juli 2020

## Administrative Gliederung
Auf kommunaler Ebene ist der Rajon in 12 Hromadas (4 Stadtgemeinden, 3 Siedlungsgemeinden und 5 Landgemeinden) unterteilt, denen jeweils einzelne Ortschaften untergeordnet sind.
Zum Verwaltungsgebiet gehören:
- 4 Städte
- 5 Siedlungen städtischen Typs
- 174 Dörfer
- 16 Ansiedlungen

Die Hromadas sind im Einzelnen:
- Stadtgemeinde Uman
- Stadtgemeinde Chrystyniwka
- Stadtgemeinde Monastyryschtsche
- Stadtgemeinde Schaschkiw
- Siedlungsgemeinde Babanka
- Siedlungsgemeinde Buky
- Siedlungsgemeinde Mankiwka
- Landgemeinde Baschtetschky
- Landgemeinde Dmytruschky
- Landgemeinde Iwanky
- Landgemeinde Ladyschynka
- Landgemeinde Palanka